# Richard Pryke
Richard Pryke é um sonoplasta britânico. Venceu o Oscar de melhor mixagem de som na edição de 2009 por Slumdog Millionaire, ao lado de Resul Pookutty e Ian Tapp.